# آلترناتیو برای سوئد

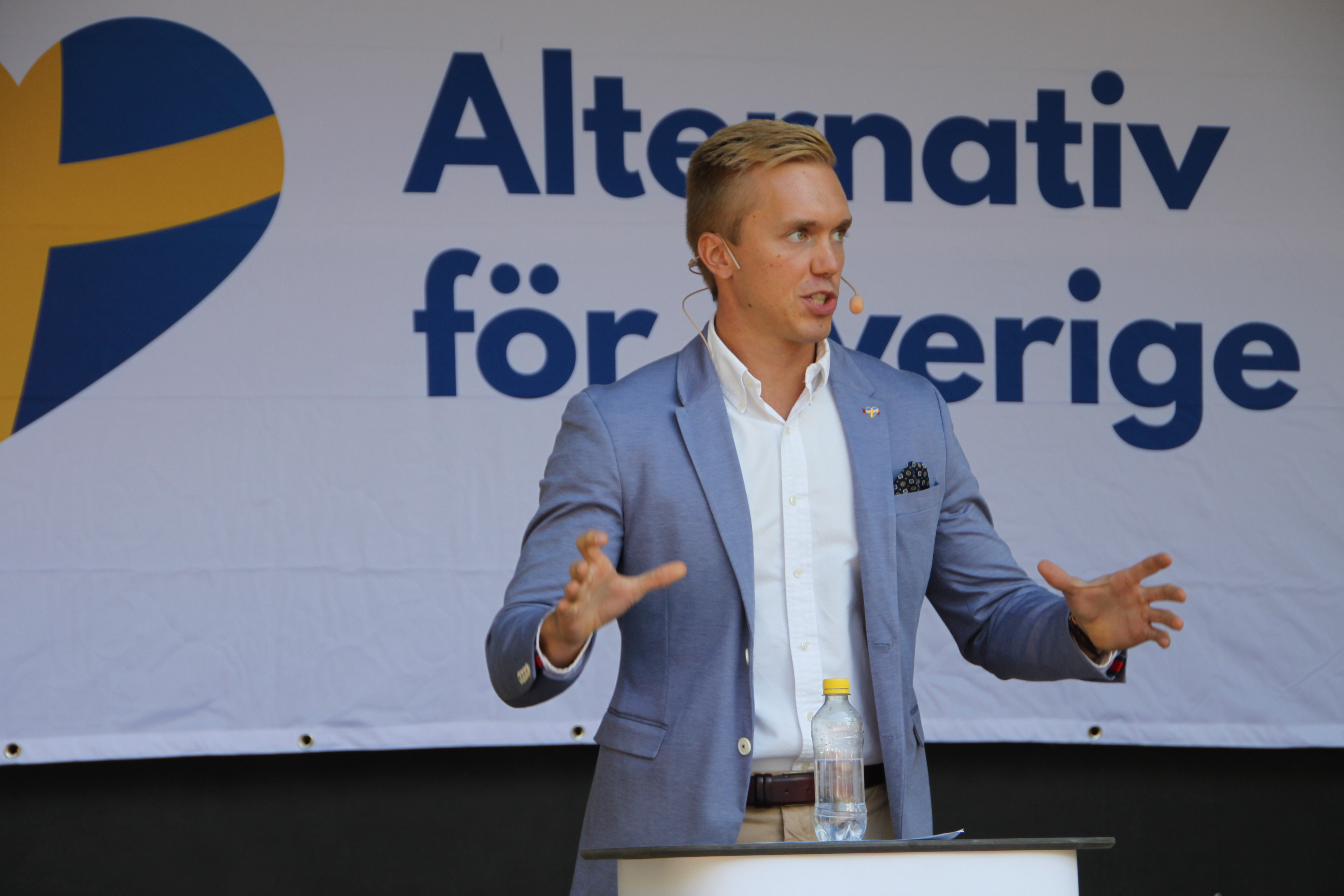
عضو آلترناتیو برای سوئد

آلترناتیو برای سوئد (سوئدی: Alternativ för Sverige) یک حزب سیاسی ناسیونالیست سوئدی و راست در سوئد است. این حزب در ۲۰۱۷م توسط اعضای جوانان دموکرات سوئد تأسیس شد که در مجموع در ۲۰۱۵م از دموکرات‌های سوئد بیران شدند. این برنامه از بازگشت مهاجران، عدم مداخله گرایی، خروج سوئد از اتحادیه اروپا، سیستم مالیات مسطح، مخالفت با ناتو و بهبود حقوق حیوانات، از جمله موارد دیگر است. توسط گوستاو کاسلستراند هدایت می‌شود و به گفته وی، از آلترناتیو برای آلمان، حزب آزادی اتریش (FPÖ) و رالی ملی فرانسه الهام می‌گیرد. AfS در انتخابات عمومی سوئد در سال ۲۰۱۸ شرکت کرد، اما نتوانست وارد مجلس. با ۰٫۳۱٪ آرا، AfS دومین حزب بزرگ که بدون نماینده در مجلس است.

## تاریخچه

### زمینه
در اوایل آوریل ۲۰۱۵، دموکرات‌های سوئد (SD) لیگ جوانان خود، جوانان دموکرات سوئد (SDU) را به داشتن روابط با سازمان قدرت سفید پوستان نوردیک (سوئدی: Nordisk Ungdom) متهم کردند. در پاسخ به این روابط ادعایی، SD تهدید به اخراج چند نفر از اعضای برجسته SDU شد. رهبر SDU «گوستاو کاسلستراند» و معاون ویلیام هاهن سرانجام در ۲۷ آوریل از حزب اخراج شدند. آنها هر دو اتهامات روابط با گروه‌های افراطی را انکار کردند و ادعا کردند که ماتیاس کارلسون، رهبر گروه پارلمانی SD، می‌خواست پس از آنکه هانه کاندیدای مورد نظر رهبری را برای ریاست SDU در اِستکهلم شکست داد، از شر آنها خلاص شود.
پس از اخراج اولیه رئیس و معاون رئیس جناح جوانان، حزب مادر کاندیدای رهبری خود را برای رقابت با جسیکا اولسون که از متحدان کاسلستراند و هانه محسوب می‌شد، راه اندازی کرد و هشدار داد که اگر اولسون، حزب همه روابط خود را با SDU قطع کند. قرار بود به عنوان رئیس انتخاب شود. در تاریخ ۱۲ سپتامبر ۲۰۱۵، اولسون نامزد مورد نظر حزب را برای ریاست SDU شکست داد و حزب وب سایت SDU را تعطیل کرد و همه روابط خود را با شاخه جوانان خود قطع کرد. سپس یک سازمان جوانان جدید، Ungsvenskarna (سوئدی‌های جوان) تأسیس کرد و اعلام کرد که هر عضو SD که عضو SDU باقی بماند، اخراج خواهد شد. خود اولسن در ۲۵ اکتبر رسماً در کنار ۵ عضو دیگر SDU اخراج شد، اما همچنان به عنوان رئیس SDU ادامه یافت، که به یک سازمان مستقل تبدیل شد.

### تأسیس و دفع
در اوایل ۲۰۱۷، رادیو Sveriges گزارش داد که اعضای SDU درخواست ثبت نام احزاب را به مرجع انتخابات ارسال کرده‌اند. این حزب سرانجام در تاریخ ۱۳ دسامبر ۲ با حضور کاسلستراند، ههنه و اولسون در موقعیت‌های مرکزی ثبت شد. سپس رسماً در ۵ مارس ۲۰۱۸ راه اندازی شد. در همان زمان، اعلام کرد که در انتخابات ۲۰۱۸ شرکت خواهد کرد.
دو عضو دموکرات سوئد مجلس، اوله فلتن و جف اهل، بعداً در همان ماه از حزب جدا شدند. طبق قوانین ریکسداگ (مجلس)، Felten و Ehl به عنوان نماینده مستقل در نظر گرفته می‌شوند، بدین معنی که گزینه Alternative for Sweden به‌طور رسمی در پارلمان نمایندگی نمی‌شود. میکائیل جانسون، رهبر پیشین حزب دموکرات سوئد نیز در تاریخ ۹ آوریل از این حزب جدا شد و دلیل اصلی خود عدم مقاومت اخیر حزب مادر در برابر ناتو را عنوان کرد.
پیش از انتخابات ۲۰۱۸ این حزب از نظر تعاملات با شبکه‌های اجتماعی یکی از بزرگ‌ترین آنها بود و انتظار می‌رفت پس از انتخابات به پارلمان راه یابد، رهبر گوستاو کاسلستراند از مردم در توییتر خواست تا برای «بزرگترین زلزله سیاسی سوئد در دوران معاصر» آماده شوند. با این حال، این حزب با کسب تنها ۰٫۳۱ از ۴ ٪ لازم برای عبور از آستانه انتخابات، با اختلاف زیادی وارد پارلمان نشد. در شب انتخابات گزارش شد که این حزب از رستوران ایرانی که برای جشن گرفتن نتایج انتخابات اجاره کرده بود بیرون رانده شد. در انتخابات شهرداری شرکت نکرد.

### از ۲۰۱۸
پس از انتخابات ۲۰۱۸، این حزب در انتخابات پارلمان اروپا در سال ۲۰۱۹ شرکت کرد، اما موفق به کسب کرسی نشد.
در مارس ۲۰۲۰، معاون رئیس حزب و عضو بنیانگذار حزب، وی از سمت خود استعفا داد، پس از اینکه توسط Expressen اعلام شد که یک وب سایت فروشی ماسک‌های جراحی را با قیمت ۷۵۹٪ بالاتر از عادی COVID-19 اداره می‌کند.

## ایدئولوژی و سیاست‌ها
در وب سایت خود، گزینه جایگزین برای سوئد خود را به عنوان یک حزب بدون ایدئولوژی توصیف می‌کند. علی‌رغم این، گوستاو کسلستراند، رهبر حزب، آن را به عنوان یک حزب ملی‌گرای سوئدی توصیف می‌کند و سه موضوع اساسی را ذکر می‌کند:
1. بازگشت مهاجران
2. دموکراسی و سیاستمداران
3. قانون و نظم

این از ساختار سیاسی کنونی که متهم می‌کند ساده لوحانه و بیش از حد صحیح از نظر سیاسی است انتقادی است. AfS «چپ» را به ربودن نهادهای اجتماعی به منظور بازنویسی تاریخ متهم می‌کند.
AfS غیر مداخله گر است و یوروسکپتیسیسم سخت را به نمایش می‌گذارد. اتحادیه اروپا را تهدیدی برای استقلال سوئد می‌داند. این کشور به جای وابستگی سوئد به ناتو، در تلاش است تا ارتش را دوباره نیرو ببخشد و یک اتحاد دفاعی نوردیک تشکیل دهد. این برنامه می‌خواهد مزایای رفاهی را برای شهروندان سوئدی محدود کند، از مالیات بر درآمد ناگهانی تغییر دهد، نرخ‌های متفاوت مالیات بر ارزش افزوده را با یک نرخ ثابت جایگزین کند، همه مدارس را مجدداً ملی کند و با ایده جامعه بدون پول نقد مبارزه کند. AfS همچنین می‌خواهد با استناد به دلایل حفاظت از محیط زیست و امنیت ملی، کشور را به خودکفایی برساند و به استفاده از سوخت‌های فسیلی پایان دهد.
Svenska Dagbladet در حالی که داگنس نایتر، این حزب را ملی‌گرا و راست پوپولیست توصیف کرده است، AfS به عنوان پوپولیست راست، راست افراطی و راست گرایانه توصیف شده است. اخبار بلومبرگ این حزب را محافظه کار اجتماعی و راست افراطی توصیف کرده است. ایدئولوژی حزب نیز نزدیک به جنبش‌های هویت طلبانه و جنبش‌های آلت راست توصیف شده است.

## نتایج انتخابات
| سال  | رای    | ٪    | رتبه‌بندی | صندلی‌ها  | +/- | یادداشت |
| ---- | ------ | ---- | -------- | -------- | --- | ------- |
| 2018 | ۲۰٬۲۹۰ | ۰٫۳۱ | شماره ۱۰ | ۰ از ۳۴۹ | style="background:#FA8072; color:black; vertical-align: middle; text-align: center; " class="table-no" \| Extra-parliamentary |         |

| سال  | رای    | ٪    | صندلی‌ها | +/- | یادداشت |
| ---- | ------ | ---- | ------- | --- | ------- |
| 2019 | ۱۹٬۱۷۸ | ۰٫۴۶ | ۰ از ۲۰ | style="background:#FA8072; color:black; vertical-align: middle; text-align: center; " class="table-no" \| Extra-parliamentary |         |